# Treglwang
Treglwang là một xa cũ thuộc huyện Liezen bang Steiermark, nước Áo. Đô thị Treglwang có diện tích 36,24 km², dân số thời điểm cuối năm 2008 là 378 người.